# Songs of Shadow, Songs of Light: The Music of Joni Mitchell
Songs of Shadow, Songs of Light: The Music of Joni Mitchell è un album in studio della cantante statunitense Laurie Antonioli, pubblicato nel 2014.
Laurie con la sua orchestra American Dreams, realizza un progetto sapientemente concepito. La musica di Mitchell è stata oggetto di progetti vocali jazz in passato, ma nessuno con la chiarezza e l'intenzione mostrate in questo lavoro da Antonioli. Con la sua ottima band si erano trasformati negli ultimi quattro anni in un ensemble jazz con un ottimo sound. 

## Descrizione
L'album è una compilation di cover di brani di Joni Mitchell e di vari brani musicali

## Tracce
1. People's Parties – 2:41
2. Rainy Night House – 5:01
3. Barangrill – 3:26
4. Eastern Rain – 4:27
5. Both Sides Now – 5:18
6. Hissing Of Summer Lawns – 4:56
7. Woman Of Heart And Mind – 5:02
8. This Flight Tonight – 4:37
9. River – 4:41
10. I Don´t Know Where I Stand – 4:39
11. California – 4:32
12. Marcie – 5:49

Durata totale: 55:09

## Musicisti
- Laurie Antonioli - voce
- John Shifflett - Basso
- Sheldon Brown - Clarinetto basso, Clarinetto, Sax soprano, Sax tenore
- Tommy Scott - strumenti a fiato
- Jason Lewis - batteria
- Dave MacNab - chitarra
- Matt Clark - pianoforte e tastiere